# Mo-O
De mo-o (ook wel mo-ko genoemd) is een fabeldier; de grote zeedraak van Polynesië. In Polynesia werd vroeger een brede verzameling fauna betiteld als Mo-O; krokodillen, alligators, alen, grote zeeschildpadden, grote vissen, haaien enzovoorts.
Een mo-o met de naam Kane-kua-ana zou geleefd hebben in de Ewabaai (nu Pearl Harbor). Volgens de plaatselijke bevolking zou deze draak rond 1850 een oesterbed van hun kust naar een ander stuk van de oceaan hebben verplaatst, omdat hij boos was geworden op de oestervissers. Deze kwamen tot die conclusie toen de oestervangst begon af te nemen.